# 髯海豹
髯海豹（学名：Erignathus barbatus），又名髭海豹，为海豹科髯海豹属的唯一一種动物，多见于寒带海域。在中国大陆，分布于黄海、东海等海域。该物种的模式产地在格陵兰南部。

## 保护
- 中国国家重点保护动物等级：二级